# Nina Witoszek
Nina Witoszek (ur. 15 lipca 1954) – polsko-irlandzko-norweska badaczka literatury, historyczka kultury i pisarka publikująca pod pseudonimem Nina Fitzpatrick. Jest badaczką w Centrum Rozwoju i Środowiska (Center for Development and the Environment) Uniwersytetu w Oslo. Witoszek była również profesorem wizytującym na uniwersytetach w Oxfordzie, Cambridge i na Uniwersytecie Stanforda.

## Biografia
Absolwentka Uniwersytetu Wrocławskiego. W 1983 roku musiała uciekać z Polski z powodu pracy w podziemnym wydawnictwie. W 1988 uzyskała stopień doktora na Uniwersytecie w Sztokholmie. W latach 90. wykładała porównawczą historię kultury na uniwersytetach w Galway i Florencji.
Witoszek w 2005 roku otrzymała norweską nagrodę Fritt Ord-prisen (nagroda Fundacji Wolnego Słowa) za to, że „ostro i elokwentnie w norweskiej debacie pokazuje doświadczenia Europy Wschodniej i mierzy się z norweskimi utartymi przekonaniami”. W 2006 roku norweski dziennik „Dagbladet” uznał ją za „jednego z 10 najważniejszych intelektualistów Norwegii.”
Jej najbardziej cytowane prace naukowe dotyczą ekofilozofii Arne Næssa oraz współczesnej skandynawskiej tożsamości kulturowej.

## Literatura piękna
- Fables of the Irish Intelligentsia (Penguin 1991), zbiór opowiadań.
- The Loves of Faustyna (Penguin 1995).
- Daimons (Justin, Charles, and co 2003).
- Tesla's Curse (Malina Press, 2020).

## Wybrane książki naukowe
- Norske naturmytologier (Oslo: Pax, 1998).
- Arne Næss and the Progress of Ecophilosophy (with Andrew Brennan, 1999).
- Culture and Crisis: the Case of Germany and Sweden (with Lars Trägårdh, Oxford, Berghahn Books 2002).
- Civil Society in the Age of Monitory Democracy (with Lars Trägårdh, Oxford: Berghahn Books 2013).
- The Origins of the Regime of Goodness: Remapping of the Norwegian Cultural History (Oslo: Norwegian University Press, 2011).
- Verdens beste land (Oslo: Aschehoug, 2009), ukazała się w Polsce w 2017 roku jako „Najlepszy kraj na świecie”, tłum. Mariusz Kalinowski, ISBN 978-83-8191-259-4[6].
- Sustainable Modernity: the Nordic Model and Beyond (with Atle Midttun, New York: Routledge 2018).
- The Origins of Anti-Authoritarianism (New York: Routledge, 2019).
- Korzenie anty-autorytaryzmu (Warszawa: Scholar Publishers, 2020), ISBN 978-83-6539-065-3.
- Det blåøyde riket. Norske tillitspatologier. (Oslo: Cappelen Damm, 2023), ISBN 978-82-02-79138-4.